# Saison 2016-2017 de l'ES Troyes AC
Dernière mise à jour : 16 juin 2017.
Chronologie
Saison précédente Saison suivante
La saison 2016-2017 de l'ES Troyes AC, club de football français, voit le club évoluer en championnat de France de football de Ligue 2.
Il s'agit d'un retour en Ligue 2 après une saison 2015-2016 qui a vu le club finir vingtième de Ligue 1.
L'entraîneur, Jean-Louis Garcia, entame sa première saison à l'ESTAC alors que Daniel Masoni, le président du club, enchaîne sa huitième saison au club.

## Compétitions

### Ligue 2
Calendrier des matchs de Ligue 2 de l'ESTAC :

### Barrage de promotion
Le match de barrage de promotion entre le troisième de Ligue 2 et le dix-huitième de Ligue 1 prend place le jeudi 25 mai et le dimanche 28 mai. Le vainqueur de ce barrage obtient une place pour le championnat de Ligue 1 2017-2018 tandis que le perdant va en Ligue 2.
| Match aller             | ES Troyes AC (L2)         | 2 - 1   | (L1) FC Lorient |                                                                                          |                                                                                          |
| Jeudi 25 mai 2017 20h45 | Darbion 37e · Nivet 90+1e | (1 - 0) | 82e Waris       | Stade de l'Aube, Troyes Diffuseur : Canal+ Sport, beIN Sports 1 Arbitrage : Ruddy Buquet | Stade de l'Aube, Troyes Diffuseur : Canal+ Sport, beIN Sports 1 Arbitrage : Ruddy Buquet |
| Jeudi 25 mai 2017 20h45 | Rapport                   |         |                 | Stade de l'Aube, Troyes Diffuseur : Canal+ Sport, beIN Sports 1 Arbitrage : Ruddy Buquet | Stade de l'Aube, Troyes Diffuseur : Canal+ Sport, beIN Sports 1 Arbitrage : Ruddy Buquet |

| Match retour               | FC Lorient (L1) | 0 - 0   | (L2) ES Troyes AC |                                                                                               |                                                                                               |
| Dimanche 28 mai 2017 21h00 |                 | (0 - 0) |                   | Stade du Moustoir, Lorient Diffuseur : Canal+ Sport, beIN Sports 1 Arbitrage : Clément Turpin | Stade du Moustoir, Lorient Diffuseur : Canal+ Sport, beIN Sports 1 Arbitrage : Clément Turpin |
| Dimanche 28 mai 2017 21h00 | Rapport         |         |                   | Stade du Moustoir, Lorient Diffuseur : Canal+ Sport, beIN Sports 1 Arbitrage : Clément Turpin | Stade du Moustoir, Lorient Diffuseur : Canal+ Sport, beIN Sports 1 Arbitrage : Clément Turpin |

#### Classement
| Rang | Équipe                 | Pts | J  | G  | N  | P  | Bp | Bc | Diff | Promotion ou relégation |
| ---- | ---------------------- | --- | -- | -- | -- | -- | -- | -- | ---- | ----------------------- |
| 1    | RC Strasbourg P (C, P) | 67  | 38 | 19 | 10 | 9  | 63 | 47 | +16  | Promotion en Ligue 1    |
| 2    | Amiens SC P (P)        | 66  | 38 | 19 | 9  | 10 | 56 | 38 | +18  | Promotion en Ligue 1    |
| 3    | ES Troyes AC R (Q)     | 66  | 38 | 19 | 9  | 10 | 59 | 43 | +16  | Barrage de promotion    |
| 4    | RC Lens                | 65  | 38 | 18 | 11 | 9  | 59 | 40 | +19  |                         |
| 5    | Stade brestois 29      | 65  | 38 | 19 | 8  | 11 | 58 | 44 | +14  |                         |

#### Meilleurs buteurs
Ce tableau regroupe l'ensemble des buteurs de l'ES Troyes AC en Ligue 2 et en barrage de promotion à l'exception des buts inscrits contre son propre camp.
Mis à jour le 16 juin 2017 à l'issue de la saison.
| Pl. | N° | Nat. | Buteur            | Buts |
| --- | -- | ---- | ----------------- | ---- |
| 1   | 26 |      | Adama Niané       | 23   |
| 2   | 10 |      | Benjamin Nivet    | 8    |
| 3   | 8  |      | Stéphane Darbion  | 6    |
| 4   | 18 |      | Chaouki Ben Saada | 5    |
| 5   | 6  |      | Karim Azamoum     | 4    |
| -   | 19 |      | Tristan Dingomé   | 4    |
| 7   | 4  |      | Johan Martial     | 3    |
| -   | 29 |      | Samuel Grandsir   | 3    |
| 9   | 24 |      | Jimmy Giraudon    | 2    |
| 10  | 15 |      | Raphaël Cacérès   | 1    |
| -   | 23 |      | Charles Traoré    | 1    |
| -   | 27 |      | Aloïs Confais     | 1    |

#### Meilleurs passeurs
Ce tableau regroupe l'ensemble des passeurs décisifs de l'ES Troyes AC en Ligue 2.
Mis à jour le 16 juin 2017 à l'issue de la saison.
| Pl. | N° | Nat. | Passeur           | Passes |
| --- | -- | ---- | ----------------- | ------ |
| 1   | 8  |      | Stéphane Darbion  | 10     |
| 2   | 10 |      | Benjamin Nivet    | 8      |
| 3   | 26 |      | Adama Niané       | 5      |
| 4   | 19 |      | Tristan Dingomé   | 4      |
| 5   | 6  |      | Karim Azamoum     | 3      |
| -   | 29 |      | Samuel Grandsir   | 3      |
| 7   | 18 |      | Chaouki Ben Saada | 1      |
| -   | 28 |      | Jonathan Tinhan   | 1      |

### Coupe de la Ligue
Détail des matchs

### Coupe de France
Détail des matchs

#### Meilleurs buteurs
Ce tableau regroupe l'ensemble des buteurs de l'ES Troyes AC en Coupe de France à l'exception des buts inscrits contre son propre camp.
Mis à jour le 23 janvier 2017 après les 32e de finale.
| Pl. | N° | Nat. | Buteur          | Buts |
| --- | -- | ---- | --------------- | ---- |
| 1   | 10 |      | Benjamin Nivet  | 2    |
| -   | 29 |      | Samuel Grandsir | 2    |
| 3   | 14 |      | Thiago Xavier   | 1    |
| -   | 26 |      | Adama Niané     | 1    |

### Meilleurs buteurs
Ce tableau regroupe l'ensemble des buteurs de l'ES Troyes AC à l'exception des buts inscrits contre son propre camp. 
Mis à jour le 16 juin 2017
| Pl. | N° | Nat. | Joueur            | L2 | CDF | CDL | Total |
| --- | -- | ---- | ----------------- | -- | --- | --- | ----- |
| 1   | 26 |      | Adama Niane       | 23 | 1   | 0   | 24    |
| 2   | 10 |      | Benjamin Nivet    | 8  | 2   | 0   | 10    |
| 3   | 8  |      | Stéphane Darbion  | 6  | 0   | 0   | 6     |
| 4   | 18 |      | Chaouki Ben Saada | 5  | 0   | 0   | 5     |
| -   | 29 |      | Samuel Grandsir   | 3  | 2   | 0   | 5     |
| 6   | 6  |      | Karim Azamoum     | 4  | 0   | 0   | 4     |
| -   | 19 |      | Tristan Dingomé   | 4  | 0   | 0   | 4     |
| 8   | 4  |      | Johan Martial     | 3  | 0   | 0   | 3     |
| 9   | 24 |      | Jimmy Giraudon    | 2  | 0   | 0   | 2     |
| 10  | 15 |      | Raphaël Cacérès   | 1  | 0   | 0   | 1     |
| -   | 23 |      | Charles Traoré    | 1  | 0   | 0   | 1     |
| -   | 27 |      | Aloïs Confais     | 1  | 0   | 0   | 1     |
| -   | 29 |      | Samuel Grandsir   | 1  | 0   | 0   | 1     |
| -   | 14 |      | Thiago Xavier     | 0  | 1   | 0   | 1     |